# 8-Spur-Kassette

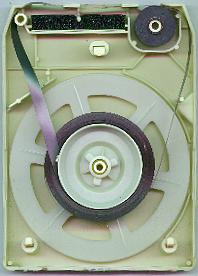
Innenleben einer geöffneten 8-Spur-Kassette

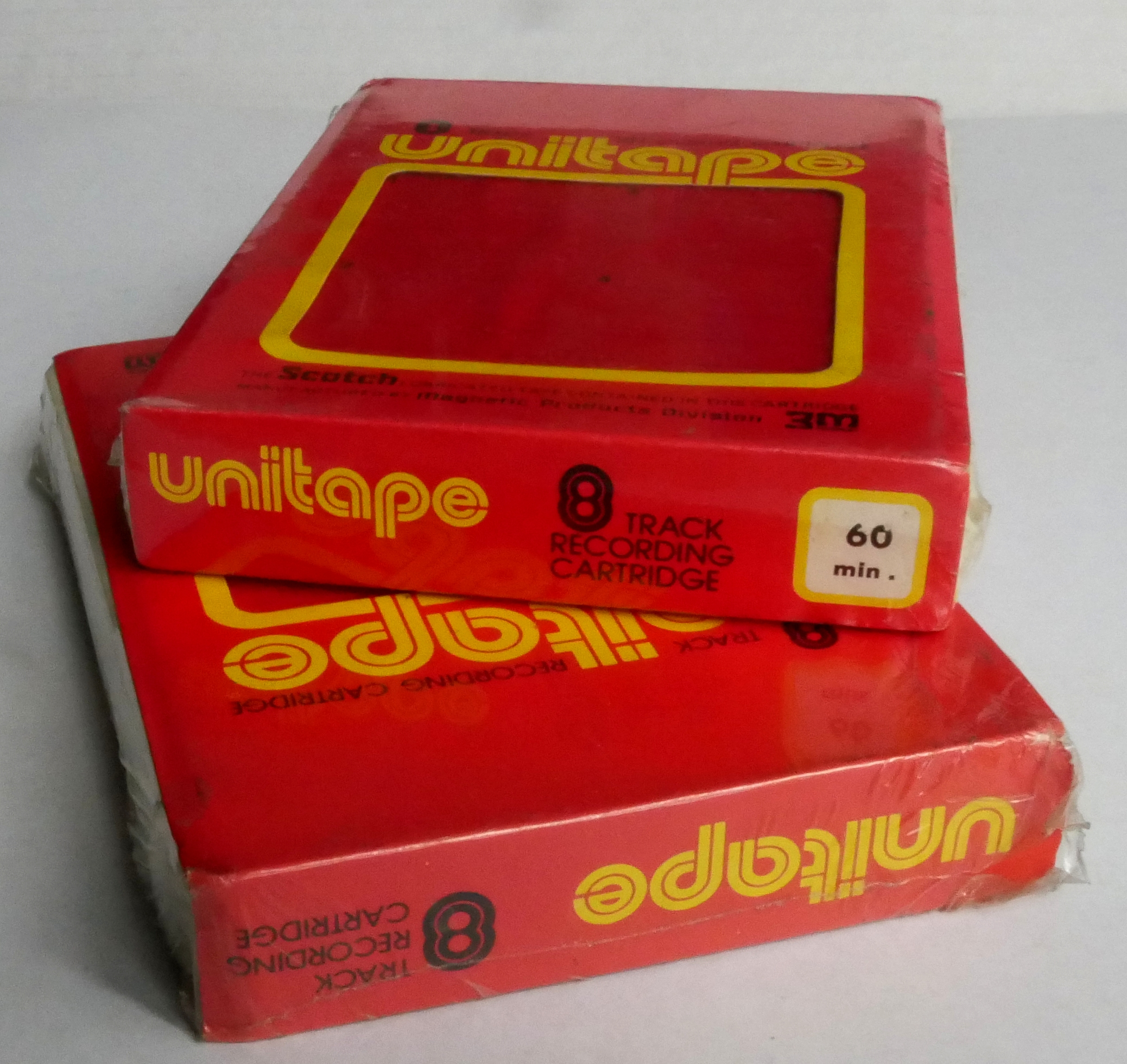
Leerkassetten mit Aufnahmezeit von 4×15 = 60 Minuten

Die 8-Spur-Kassette ist ein analoger Tonträger, der vor allem in den 1960er- und 1970er-Jahren in Nordamerika verbreitet war. Da das Gehäuse nur eine Bandspule enthält, spricht man auch von einer Cartridge (im Gegensatz zur Kompaktkassette, die zwei Spulen hat).
Das 8-Spur-System wurde von William P. Lear – der durch die Entwicklung des Learjet bekannt ist – aus der weniger verbreiteten 4-Spur-Kassette entwickelt, welche wiederum eine Variante der für Broadcastzwecke eingeführten Fidelipac war. Beide benutzen die Endlosbandtechnik nach Bernard Cousino. Die 1965 eingeführte Kassette enthält eine einzelne Wickelspule für das ¼-Zoll (= 6,35 mm) breite, rückseitig graphitbeschichtete Kunststoff-Tonband, den zugehörigen Führungsmechanismus sowie eine Andruckrolle und war als Endlosband konzipiert. Die Bandbreite und Abspielgeschwindigkeit von 9,5 cm/s (3¾"/s) ist exakt die gleiche wie bei den meisten Spulentonbandgeräten. Kompaktkassetten arbeiten dagegen mit schmalerem Band und der halben Geschwindigkeit.
Das Design ermöglichte die Produktion sehr einfach aufgebauter und entsprechend billiger Abspielgeräte. Während Zweispulensysteme auch Richtungswechsel und somit Umspulvorgänge in den Richtungen Vorwärts und Rückwärts ermöglichen müssen, gab es nur wenige 8-Spur-Abspielgeräte, die einen schnelleren Vorlauf anboten. Das Zurückspulen ist technisch bedingt unmöglich.
Das Endlosband hat acht Spuren und ermöglicht somit bis zu vier Stereoaufnahmen (bzw. acht Monoaufnahmen) auf einem Band. Damit wird die Spiellänge einer LP erreicht. Zwischen den Spuren wird elektromechanisch gewechselt, indem der Lesekopf im Abspielgerät verschoben wird. Der Spurwechsel kann jederzeit manuell über einen Taster erfolgen, ansonsten sorgt ein Schaltband nach jedem Banddurchlauf für einen automatischen Spurwechsel. Das Schaltband ist gleichzeitig die Klebestelle, die das Band zum Endlosband macht. Sie ist auf der mit magnetischem Material beschichteten Seite angebracht. Üblicherweise ist eine Leuchtanzeige vorhanden, die die gerade abgespielte Spur signalisiert.
Mit dem 8-Spur-System fanden erstmals portable Abspielgeräte in Kraftfahrzeugen größere Verbreitung. Die Vorgängertechnik – die 4-Spur-Kassette – hatte sich nur in den US-Bundesstaaten Kalifornien und Florida durchsetzen können. Die Geräte waren besonders unter Truckfahrern beliebt, da fertig bespielte 8-Spur-Kassetten im Musikfachhandel und an Tankstellen angeboten wurden. Geräte zum Selbstbespielen von Leerkassetten wurden zwar auch angeboten, fanden aber nur verhältnismäßig wenige Käufer. Leerkassetten bis 90 Minuten Aufnahmezeit als Summe aller vier Doppelspuren waren erhältlich.
Die Nachteile der Technik liegen vor allem im hörbaren Klicken beim Spurwechsel und dem gelegentlichen Übersprechen der Spuren untereinander beim Abspielen. So kann man bei dejustierten Geräten auch Teile der angrenzenden Spuren leise wahrnehmen.
Zudem wurde das Band nicht „abgerollt“, sondern – wie auf dem Bild erkennbar – vom Wickelkern seitlich „herausgezerrt“; das Ergebnis waren ein weit stärkerer Verschleiß und frühere Qualitätsverluste, als der Konsument dies von Spulengeräten gewohnt war.
In den 1970er-Jahren wurde die 8-Spur-Technik von der Stereotonbandkassette (Kompaktkassette von Philips 1962 vorgestellt) mit kleineren Abmessungen und – bedingt durch halbe Bandgeschwindigkeit – längerer Aufzeichnungsdauer vom Markt verdrängt, nachdem die Autoreversetechnik das lästige Umdrehen dieser Kassetten überflüssig machte.

Die letzten kommerziellen bespielten 8-Spur-Kassetten erschienen in den USA 1988, wurden aber zu jenem Zeitpunkt nicht mehr über den Musikfachhandel vertrieben.